# (33978) 2000 NX20
2000 NX20 (asteroide 33978) é um asteroide da cintura principal. Possui uma excentricidade de 0.18739300 e uma inclinação de 6.91310º.
Este asteroide foi descoberto no dia 6 de julho de 2000 por LONEOS em Anderson Mesa.